# Handgeld
Handgeld bezeichnet einen Geldbetrag, der einer Person bei Abschluss eines Vertrages gezahlt wird.
Dabei handelte es sich früher oft um die symbolische Auszahlung eines kleinen Geldbetrages bei mündlichem Abschluss eines Vertrages. Auch bei der Anwerbung von Soldaten wurde Handgeld bezahlt. Zum Beispiel zahlte Friedrich II. von Hessen-Kassel Handgeld bei der Anwerbung von Soldaten für die englische Krone in Form von Sterntalern.
Heute bezieht sich der Ausdruck Handgeld meist auf Arbeitsverträge und meint die Geldsumme, die bei Vertragsabschluss an die sich verdingende Person gezahlt wird. Dieses Handgeld kann auch ein hoher Betrag sein; es wird üblicherweise nicht mehr in bar „auf die Hand“ gezahlt.
Besonders häufig ist bei Profifußballern, die ablösefrei wechseln können, von Handgeld die Rede.
Das Handgeld kann von einem anderen Verein angeboten werden, um ihm den Wechsel dorthin schmackhaft zu machen, aber auch als Retention-Bonus vom alten Verein gezahlt werden, damit er dort seinen Vertrag verlängert. Bei Top-Spielern werden oft Handgelder in Millionenhöhe gezahlt. Diese oft spektakulären Vertragsabschlüsse beschäftigen die Massenmedien und prägen heute die Bedeutung des Begriffs als fußballtypisch.
Aber auch der Verfügungsfonds eines Geistlichen wird als Handgeld bezeichnet. Der Fonds soll z. B. Pfarrern helfen, in Notfällen unbürokratisch Hilfe zu leisten. Auch die Zahlung einer Prämie für die Ansiedlung oder den Nichtwegzug eines Unternehmens durch eine Gebietskörperschaft sowie eine Anzahlung bei einem Warenverkaufsvertrag sowie im Immobilienhandel werden als Handgeld bezeichnet.